# Pirsch unter Wasser
Pirsch unter Wasser ist einer der weltweit ersten Unterwasser-Naturfilme. Ohne Stativ und in bis zu 17 Meter Tauchtiefe waren die Studenten um Hans Hass die ersten, die mit Kamera und Harpune in die tropischen Korallenriffe der Karibik vordrangen und sie in Foto und Film festhielten.

## Handlung
„Pirsch unter Wasser“ zeigt die faszinierenden Anfänge des Unterwasserfilms. Die Tauchreise beginnt zunächst ganz unspektakulär im Wiener Freibad Krapfenwaldl. Drei Studenten (Hass, Wurzian, Böhler) demonstrieren und erklären zwei Wienerinnen die Bedienung von Unterwasserkamera, Tauchmaske, Flosse und Harpune. Es wird gescherzt, die Mädchen glauben nicht, dass die Kamera und die Harpune wirklich funktionieren. 
Ortswechsel: die beeindruckende tropische Unterwasserwelt bei Curaçao mit ihrer Vielfalt an Korallenformen und Fischarten. Ohne Atemgerät filmt und verfolgt Hans Hass die großen Fischschwärme, darunter Papageien- und Trompetenfische, Makrelen, Barrakudas, Zackenbarsche und Schildkröten. Dann die erste Begegnung mit einem Hammerhai, der in einiger Entfernung vorüberzieht.

## Hintergrund
1940 gedreht mit einer 16-mm-Kamera Movikon K16 von Zeiss Ikon in einem selbstgebauten, wasserdichten Gehäuse vor Curacao.
Der Streifen wurde von der UFA Berlin herausgebracht. In dieser Partnerschaft war Hass Kameramann, Darsteller und Kommentarsprecher, die Gestaltung wurde 1941 vom UFA-Regisseur Rudolf Schaad übernommen.
Um den Unterwasseraufnahmen aus der Karibik einen entsprechenden Rahmen zu geben und mehr Zwischenschnitte zur Verfügung zu haben, wurde 1941 in Berlin, Wien und Dubrovnik nachgedreht (Kamera: Karl Kurzmayer): Im Wiener Krapfenwaldl-Bad entstand eine Rahmenhandlung mit der österreichischen Schauspielerin Helli Servi, die den Zuschauer auf die ungewohnten Unterwasseraufnahmen vorbereiten sollte. In einem Aquarium in den Filmstudios in Babelsberg wurden mit Hilfe von Rückprojektionen Zwischenschnitte gedreht, die Hans Hass und seine Freunde mit ihren Unterwasserkameras und angedeutete Stichszenen zeigen. Bei Dubrovnik wurde über und unter Wasser zusätzliches Schnittmaterial gedreht. Unter anderem eine Szene, in der Jörg Böhler bei einem Holzboot mit einem Speer abtaucht.
Während des Aufenthalts bei Dubrovnik erprobte Hans Hass neue Unterwasserkameras mit Plexiglasgehäusen und fotografierte in Farbe. Einige dieser Aufnahmen sind in seinem Buch „Fotojagd unter Wasser“ (1942) zu sehen. 
Am 8. Mai 1942 war die Premiere im Ufa-Theater Tauentzienpalast in Berlin. Er lief dort als Vorfilm zu „Violanta“ von Peter Ostermayr und in der Folgezeit als Vorfilm zu den Wochenschauen.